# Virtus Verona 2025-2026
Questa voce raccoglie le informazioni riguardanti la Virtus Verona nelle competizioni ufficiali della stagione 2025-2026.

## Divise e sponsor
Lo sponsor tecnico è Erreà,

## Rosa
Rosa come dal sito internet ufficiale.
| N. |                   | Ruolo | Calciatore         |
| -- | ----------------- | ----- | ------------------ |
|    | Italia (bandiera) | P     | Enrico Alfonso     |
|    | Gambia (bandiera) | P     | Sheikh Sibi        |
|    | Italia (bandiera) | D     | Tommaso Cielo      |
|    | Italia (bandiera) | D     | Manuel Daffara     |
|    | Italia (bandiera) | D     | Nicolas Fiori      |
|    | Italia (bandiera) | D     | Riccardo Lodovici  |
|    | Italia (bandiera) | D     | Luca Munaretti     |
|    | Italia (bandiera) | D     | Francesco Toffanin |
|    | Italia (bandiera) | C     | Marco Amadio       |
|    | Italia (bandiera) | C     | Matteo Bassi       |
|    | Italia (bandiera) | C     | Edoardo Cuel       |
|    | Italia (bandiera) | C     | Andrea Devoti      |
|    | Italia (bandiera) | C     | Federico Fanini    |
|    | Italia (bandiera) | C     | Nicolò Filippi     |

| N. |                     | Ruolo | Calciatore         |
| -- | ------------------- | ----- | ------------------ |
|    | Italia (bandiera)   | C     | Gianmaria Fiorin   |
|    | Italia (bandiera)   | C     | Christian Gatti    |
|    | Svizzera (bandiera) | C     | Fabio Iaquinta     |
|    | Marocco (bandiera)  | C     | Hachim Mastour     |
|    | Albania (bandiera)  | C     | Endri Muhameti     |
|    | Italia (bandiera)   | C     | Nicola Patanè      |
|    | Italia (bandiera)   | C     | Leonardo Zarpellon |
|    | Italia (bandiera)   | A     | Federico Caia      |
|    | Italia (bandiera)   | A     | Michael De Marchi  |
|    | Italia (bandiera)   | A     | Michael Fabbro     |
|    | Italia (bandiera)   | A     | Samuele Lerco      |
|    | Italia (bandiera)   | A     | Christian Odogwu   |
|    | Italia (bandiera)   | A     | Mattia Pagliuca    |

## Risultati

### Serie C

#### Girone di andata
| Verona 24 agosto 2025, ore TDB CEST 1ª Giornata | Virtus Verona | – | Cittadella | Stadio M. Gavagnin- S. Nocini |

| Arzignano 31 agosto 2025, ore TDB CEST 2ª Giornata | Arzignano Valchiampo | – | Virtus Verona | Stadio Tommaso Dal Molin |

| Verona 7 settembre 2025, ore TDB CEST 3ª Giornata | Virtus Verona | – | Inter U23 | Stadio M. Gavagnin- S. Nocini |

| Vercelli 14 agosto 2025, ore TDB CEST 4ª Giornata | Pro Vercelli | – | Virtus Verona | Stadio Silvio Piola |

| Verona 21 settembre 2025, ore TDB CEST 5ª Giornata | Virtus Verona | – | Dolomiti Bellunesi | Stadio M. Gavagnin- S. Nocini |

| Gorgonzola 24 settembre 2025, ore TDB CEST 6ª Giornata | Giana Erminio | – | Virtus Verona | Stadio Città di Gorgonzola |

| Verona 28 settembre 2025, ore TDB CEST 7ª Giornata | Virtus Verona | – | Union Brescia | Stadio M. Gavagnin- S. Nocini |

| Verona 5 ottobre 2025, ore TDB CEST 8ª Giornata | Virtus Verona | – | Lecco | Stadio M. Gavagnin- S. Nocini |

| Vicenza 12 ottobre 2025, ore TDB CEST 9ª Giornata | Vicenza | – | Virtus Verona | Stadio Romeo Menti |

| Verona 19 ottobre 2025, ore TDB CEST 10ª Giornata | Virtus Verona | – | Pro Patria | Stadio M. Gavagnin- S. Nocini |

| Novara 26 ottobre 2025, ore TDB CEST 11ª Giornata | Novara | – | Virtus Verona | Stadio Silvio Piola |

| Verona 2 novembre 2025, ore TDB CEST 12ª Giornata | Virtus Verona | – | Trento | Stadio M. Gavagnin- S. Nocini |

| Meda 9 novembre 2025, ore TDB CEST 13ª Giornata | Renate | – | Virtus Verona | Stadio Mino Favini |

| Zanica 16 novembre 2025, ore TDB CEST 14ª Giornata | AlbinoLeffe | – | Virtus Verona | AlbinoLeffe Stadium |

| Verona 23 novembre 2025, ore TDB CEST 15ª Giornata | Virtus Verona | – | Triestina | Stadio M. Gavagnin- S. Nocini |

| Ospitaletto 30 novembre 2025, ore TDB CEST 16ª Giornata | Ospitaletto | – | Virtus Verona | Stadio Gino Corioni |

| Verona 7 dicembre 2025, ore TDB CEST 17ª Giornata | Virtus Verona | – | Pergolettese | Stadio M. Gavagnin- S. Nocini |

| Sesto San Giovanni 14 dicembre 2025, ore TDB CEST 18ª Giornata | Alcione | – | Virtus Verona | Stadio Ernesto Breda |

| Verona 21 dicembre 2025, ore TDB CEST 19ª Giornata | Virtus Verona | – | Lumezzane | Stadio M. Gavagnin- S. Nocini |

### Coppa Italia Serie C
| Verona 9 agosto 2025, ore TDB CEST Turno eliminatorio | Virtus Verona | – | Forlì | Stadio M. Gavagnin- S. Nocini |

## Statistiche

### Andamento in campionato
| Giornata  | 1 | 2 | 3 | 4 | 5 | 6 | 7 | 8 | 9 | 10 | 11 | 12 | 13 | 14 | 15 | 16 | 17 | 18 | 19 | 20 | 21 | 22 | 23 | 24 | 25 | 26 | 27 | 28 | 29 | 30 | 31 | 32 | 33 | 34 | 35 | 36 | 37 | 38 |
| --------- | - | - | - | - | - | - | - | - | - | -- | -- | -- | -- | -- | -- | -- | -- | -- | -- | -- | -- | -- | -- | -- | -- | -- | -- | -- | -- | -- | -- | -- | -- | -- | -- | -- | -- | -- |
| Luogo     |   |   |   |   |   |   |   |   |   |    |    |    |    |    |    |    |    |    |    |    |    |    |    |    |    |    |    |    |    |    |    |    |    |    |    |    |    |    |
| Risultato |   |   |   |   |   |   |   |   |   |    |    |    |    |    |    |    |    |    |    |    |    |    |    |    |    |    |    |    |    |    |    |    |    |    |    |    |    |    |
| Posizione |   |   |   |   |   |   |   |   |   |    |    |    |    |    |    |    |    |    |    |    |    |    |    |    |    |    |    |    |    |    |    |    |    |    |    |    |    |    |

Legenda:

Luogo: C = Casa; T = Trasferta. Risultato: R = Rinviata; V = Vittoria; N = Pareggio; P = Sconfitta.